# Lokrume
Lokrume är en kyrkby i Lokrume socken i Gotlands kommun, belägen på norra Gotland cirka två mil nordöst om centralorten Visby.
I Lokrume ligger Lokrume kyrka.

## Personer med anknytning till orten
- Lars Gunnar Bodin, politiker
- Pugh Rogefeldt, musiker.[1]
- Tengil, Riddare av Karmanjaka, Herre över Törnrosdalen[2]